# Ушканні острови
Ушка́ньи острова́ (бур. Ушкан аралнууд) — група островів у середній частині озера Байкал в Баргузинському районі Бурятії.

## Опис
Невеликий архіпелаг з скелястими берегами, площею 9,8 км², розташований в середній частині озера Байкал, в 8 км (о. Довгий) на північний захід від півострів Святий Ніс. Являє собою вершини підводного Ушканього порога або Академічний хребет (Байкал) Академічного хребта.
Острови входять до складу Забайкальського національного парку Забайкальського національного парку. Для відвідування архіпелагу потрібен дозвіл на висаджування. На Великому Ушканьому острові знаходиться єдиний населений пункт — селище Ушканьї Острови.
Остріва складені, головним чином, стародавніми докембрійськими кристалічними вапняками. Покриті модрина листяничним ліс. На берегах — лежбища байкальської нерпи. Найбільше їх знаходиться на західному березі острова Тонкий — до 2000 особин.
До складу архіпелагу входять 4 острови:
|   | острів          | площа (км²) | довжина (км) | висота над рівнем Байкалу (м) | висота н. у. м. (м) |     |
| - | --------------- | ----------- | ------------ | ----------------------------- | ------------------- | --- |
| 1 | Великий Ушканий | 9,4         | 4,2          | 2,5                           | 215                 | 671 |
| 2 | Тонкий          | ~0,2        | 1,2          | 17                            | 474                 |     |
| 3 | Довгий          | ~0,1        | -            | -                             | -                   |     |
| 4 | Круглий         | >0,1        | 0,42         | 0,28                          | -                   | -   |